# Dharmputra
Dharmputra ist der zweite Film des Regisseurs Yash Chopra. Ähnlich wie bei seinem Debütfilm Dhool Ka Phool (1959) thematisiert der Film die gesellschaftliche Inakzeptanz von unehelichen Kindern und das Verhältnis zwischen Muslimen und Hindus.

## Handlung
Indien 1925: Nach dem Tod von Gulshan Rai zieht sein Freund Nawab Badruddin dessen Sohn Amrit groß. Er unterstützt ihn, sodass er bald zu einem angesehenen Arzt wird und Savitri eine glückliche Ehe führt. Nun hat Badruddin ein wichtiges Anliegen und bittet Amrit um Hilfe. Badruddins Tochter Husn Bano ist von ihrem Lehrer Javed schwanger. Es hat nie eine Hochzeit stattgefunden, da Badruddin Javed nicht für standesgemäß hielt. Mittlerweile bereut er seine Entscheidung. Amrit und Savitri machen einen Vorschlag. Sie wollen das uneheliche Kind Dilip großziehen und damit die Ehre von Husn Bano retten.
Die Jahre vergehen und Husn heiratet nun doch Javed. Die Ehe verläuft glücklich, doch nach einer Fehlgeburt kann Husn keine Kinder mehr bekommen. Husn ist frustriert und sie verlassen die Heimat.
15 Jahre später: Husn und Javed kehren wieder in ihr Haus zurück, doch vieles hat sich geändert. Es herrschen politische Unruhen zwischen Hindus und Muslimen. Auch Dilip beteiligt sich an dem politischen Geschehen als hinduistisch-nationalistischer Kämpfer. Da Dilip bei seinen hinduistischen Zieheltern aufgewachsen ist, weiß er noch immer nicht, dass seine leiblichen Eltern dem Islam angehören.
Nach der Teilung Indiens hetzt er seine politischen Anhänger auf, das Haus von Husn Bano und Javed niederzubrennen. Dabei erfährt er von seiner wahren Herkunft. Er ist am Boden zerstört. Und nun halten ihn seine Anhänger für einen Betrüger und wollen ihn umbringen. Seine Verlobte Heema ruft die Polizei und rettet ihn so vor dem Tod. Zum ersten Mal begreift Dilip, dass Liebe und Menschlichkeit in den Vordergrund gestellt werden sollten und nicht die Zugehörigkeit zu einer Religionsgemeinschaft.

## Musik
| # | Titel                               | Sänger/in               |
| - | ----------------------------------- | ----------------------- |
| 1 | „Aaj Ki Raat“                       | Mahendra Kapoor         |
| 2 | „Chaahe Yeh Maano Chaahe Woh Maano“ | Mahendra Kapoor, Balbir |
| 3 | „Jai Janani Jai Bharat Maa“         | Mahendra Kapoor         |
| 4 | „Jo Yeh Dil Deewana Machal Gaya“    | Mohammad Rafi           |
| 5 | „Main Jab Bhi Akeli Hoti Hoon“      | Asha Bhosle             |
| 6 | „Naina Kyon Bhar Aaye“              | Asha Bhosle             |
| 7 | „Tumhari Aankhen“                   | Mahendra Kapoor         |
| 8 | „Yeh Kiska Lahu Hai Kaun Mara“      | Mahendra Kapoor         |

## Auszeichnungen
National Film Award (1962)
- National Film Award/Bester Film in Hindi an Yash Chopra, B. R. Chopra

Filmfare Award 1963
- Filmfare Award/Bester Dialog an Akhtar ul-Iman

## Kritik
„"Dharmputra" mag inszenatorische Defizite haben, den Schluss etwas verhauen und von den Songs her kaum lange in Erinnerung bleiben - doch es ist ein engagiertes, souveränes Werk eines jungen Filmemachers mit offensichtlichem Talent.“